# Jardin de l'Impératrice-Eugénie
Le jardin de l'Impératrice-Eugénie est un espace vert du 12e arrondissement de Paris, en France. 

## Situation et accès
Il est accessible par le 2, rue de Picpus.

Ce site est desservi par les lignes 1, 2, 6 et 9 à la station de métro Nation et par la ligne A du RER à la gare de Nation.

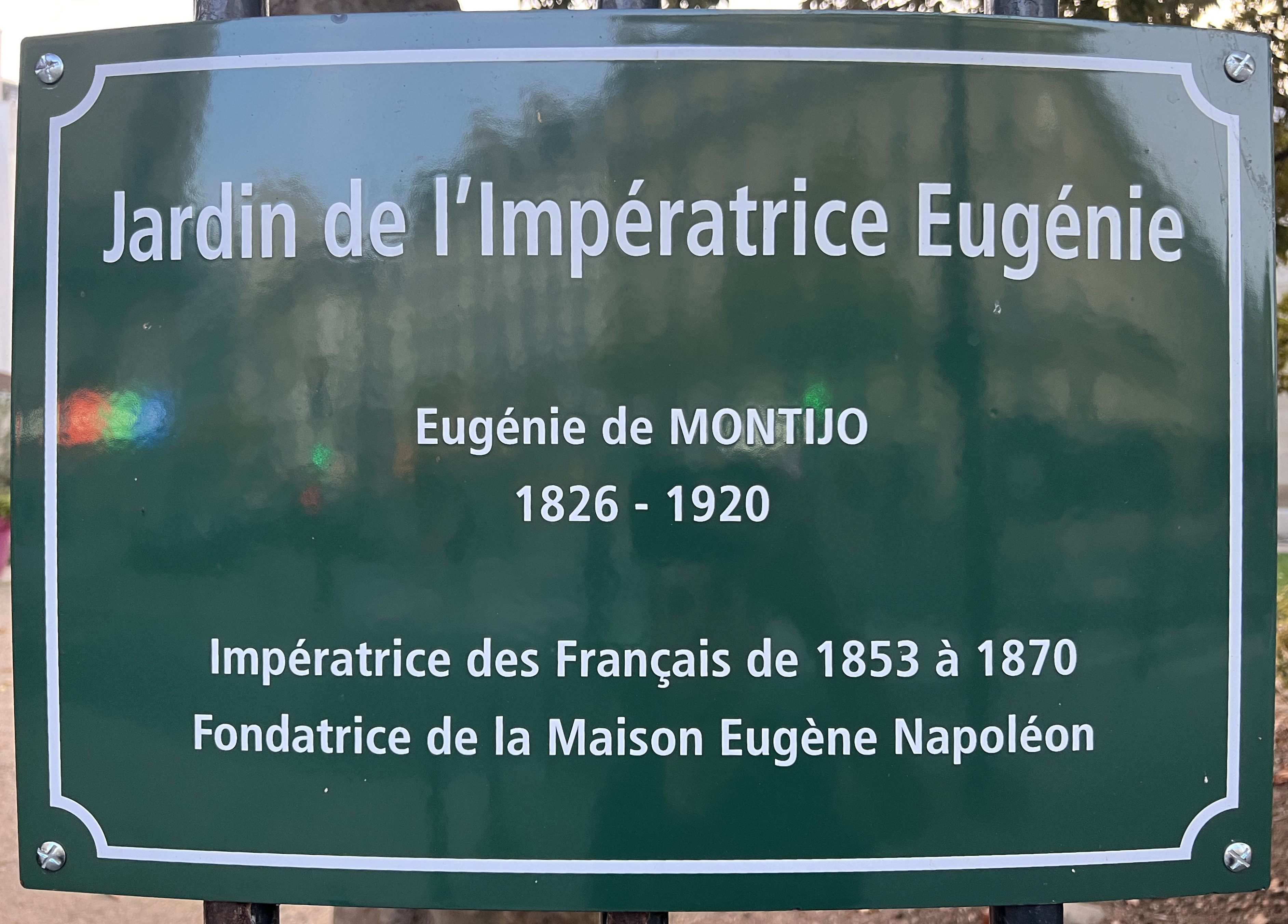
Plaque de dénomination du jardin.

## Origine du nom
Le jardin porte le nom de l'impératrice des Français, Eugénie de Montijo, épouse de Napoléon III, depuis une délibération du Conseil de Paris du 13 décembre 2019.

## Historique

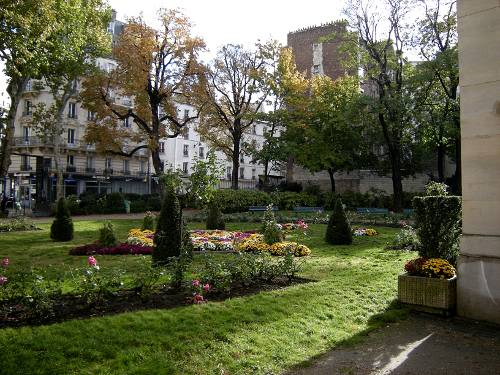
Les parterres du jardin (2010).

Lors du mariage de Napoléon III avec Eugénie de Montijo en 1853, la Ville de Paris offre un collier de diamants à l'impératrice. Celle-ci le refuse et demande que l'on fasse plutôt construire un orphelinat, la future Maison Eugène-Napoléon. Le projet se concrétise en 1856, et est agrémenté de l'actuel jardin, dont le dessin n'a pas été modifié depuis.
Jusqu'en 2007, le jardin faisait partie intégrante de la Fondation Eugène-Napoléon et n'était pas ouvert au public. Cette année là, le jardin est ouvert au public sous le nom Jardin de la Fondation-Eugène-Napoléon.